# Enicospilus orientalis
Enicospilus orientalis är en stekelart som först beskrevs av Morley 1913.  Enicospilus orientalis ingår i släktet Enicospilus och familjen brokparasitsteklar. Inga underarter finns listade i Catalogue of Life.